# Gouvernement Macmillan I
 (janvier 2025).
 (janvier 2025).
Royaume-Uni
Eden Macmillan II
Le premier gouvernement Macmillan (en anglais : First Macmillan Ministry), est le 79e gouvernement du Royaume-Uni. Dirigé par le Premier ministre Harold Macmillan, auparavant secrétaire d’État aux Affaires étrangères et chancelier de l’Échiquier, il est formé le 10 janvier 1957, à la suite de la démission de Anthony Eden et de son cabinet.

## Histoire

### Formation
Le premier gouvernement Macmillan est formé à la suite de la démission le 9 janvier 1957 de Anthony Eden, officiellement pour raisons de santé, mais surtout fragilisé par la crise du canal de Suez. La reine Elizabeth II écourte son voyage à Sandringham House et rentre à Londres pour consulter.
Harold Macmillan, auparavant chancelier de l’Échiquier dans le gouvernement précédent, est nommé le 10 janvier 1957 après avoir été reçu par la reine. Il devient le 44e Premier ministre du Royaume-Uni.

### Élections de 1959
Le vendredi 18 septembre 1959, le Parlement du Royaume-Uni est prorogé puis dissout par la reine Elizabeth II. Cela fait suite à la demande du Premier ministre Harold Macmillan, qui voulait jouir de sa forte popularité afin d’obtenir une majorité plus large.
Les élections générales se tiennent le jeudi 8 octobre 1959, et voient la victoire des Tories dirigés par le Premier ministre. Harold Macmillan est nommé le même jour Premier ministre.

## Cabinet

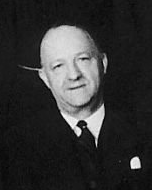
Rab Butler, secrétaire d’État à l’Intérieur.
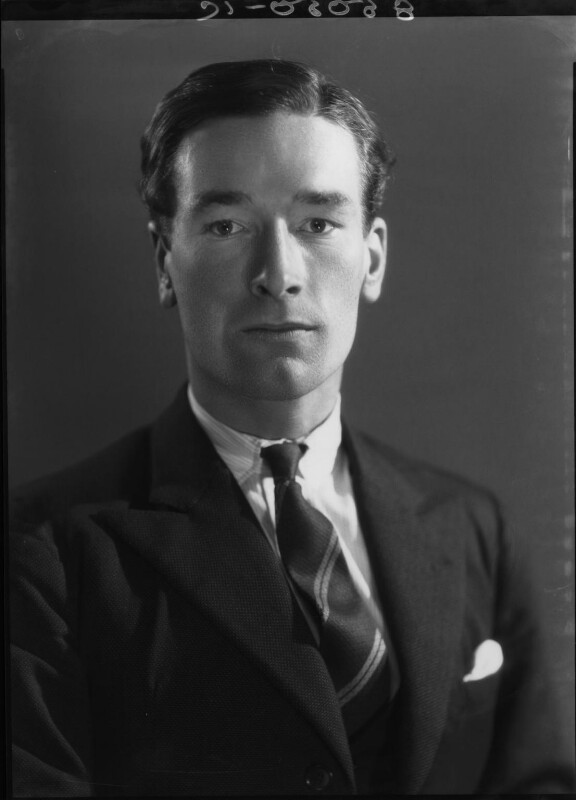
Peter Thorneycroft, chancelier de l’Échiquier.
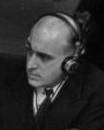
David Maxwell Fyfe, lord grand chancelier.

| Fonction                                                                              | Titulaire | Titulaire              | Parti        |
| ------------------------------------------------------------------------------------- | --------- | ---------------------- | ------------ |
| Premier ministre                                                                      |           | Harold Macmillan       | Conservateur |
| Lord grand chancelier                                                                 |           | David Maxwell Fyfe     | Conservateur |
| Lord du sceau privé Leader de la Chambre des communes Secrétaire d’État à l’Intérieur |           | Rab Butler             | Conservateur |
| Lord président du Conseil Leader de la Chambre des lords                              |           | Robert Gascoyne-Cecil  | Conservateur |
| Chancelier de l’Échiquier                                                             |           | Peter Thorneycroft     | Conservateur |
| Secrétaire d’État aux Affaires étrangères                                             |           | Selwyn Lloyd           | Conservateur |
| Secrétaire d’État aux Colonies                                                        |           | Alan Lennox-Boyd       | Conservateur |
| Secrétaire d'État aux Relations du Commonwealth                                       |           | Alec Douglas-Home      | Conservateur |
| Président du Conseil de Commerce                                                      |           | David Eccles           | Conservateur |
| Chancelier du duché de Lancastre                                                      |           | Charles Hill           | Conservateur |
| Secrétaire d'État à l'Éducation                                                       |           | Quintin Hogg           | Conservateur |
| Secrétaire d'État pour l'Écosse                                                       |           | John Maclay            | Conservateur |
| Ministre de l’Agriculture, de la Pêche et de la Nourriture                            |           | Derick Heathcoat-Amory | Conservateur |
| Secrétaire d'État à l'Emploi                                                          |           | Iain Macleod           | Conservateur |
| Ministre des Transports et de l’Aviation civile                                       |           | Harold Watkinson       | Conservateur |
| Secrétaire d’État à la Défense                                                        |           | Duncan Sandys          | Conservateur |
| Ministre de la Puissance                                                              |           | Percy Mills            | Conservateur |
| Ministre du Logement et du Gouvernement local et des Affaires galloises               |           | Henry Brooke           | Conservateur |